# Jánkov
Jánkov (del ruso: Ханьков) es un jútor del raión de Slaviansk del krai de Krasnodar, en el sur de Rusia. Está situado cerca de la orilla derecha del brazo principal del delta del Kubán, 22 km al suroeste de Slaviansk-na-Kubani y 91 al oeste de Krasnodar, la capital del krai. Tenía 1 415 habitantes en 2010.
Pertenece al municipio Anastásiyevskoye.

## Historia
El nombre de la localidad deriva del aul Janski o Jan-Tiube. Los fundadores del lugar fueron los nogayos, antes de la llegada de los cosacos del Mar Negro a la región a finales del siglo XVIII. Los desbordamientos del río hicieron que la localidad se situara en la margen izquierda del mismo, hasta que este fue encauzado y se construyeran terraplenes para paliar los efectos de las crecidas, lo que permitió que se situara en su emplazamiento actual en la margen derecha. El jútor fue registrado como unidad administrativa en 1865. En la década de 1930 sus tierras fueron colectivizadas en el koljós Krasni kurgan, dividiéndose administrativamente la localidad en dos: Jánkov y Shelmastrói o Jánkov 2. En 1950 se anula la división y los terrenos de la población pasan a formar parte del koljós XXII siezda Kommunisticheskaya partiya Sovetskogo Soyuza.

## Lugares de interés
En la localidad se hallan memoriales en dos fosas en las que yacen los restos de los soldados soviéticos que murieron en la defensa y liberación de Jánkov durante la Gran Guerra Patria en 1942-1943. En la localidad hay un monumento a Lenin.
Kilómetro y medio al noroeste de la población se descubrió un complejo de túmulos funerarios o kurganes fechados entre el III milenio a. C. y el siglo XV.

## Economía
Los principales sectores económicos de la localidad son la agricultura (OOO Anastásiyevskoye) y la extracción de hidrocarburos (OOO NK Rosneft-Krasnodarneftegaz).

## Servicios sociales
El jútor cuenta con un jardín de infancia, una escuela general básica, un club rural de cultura, una biblioteca y un punto de enfermería, entre otros establecimientos.